# 오사카시립미술관

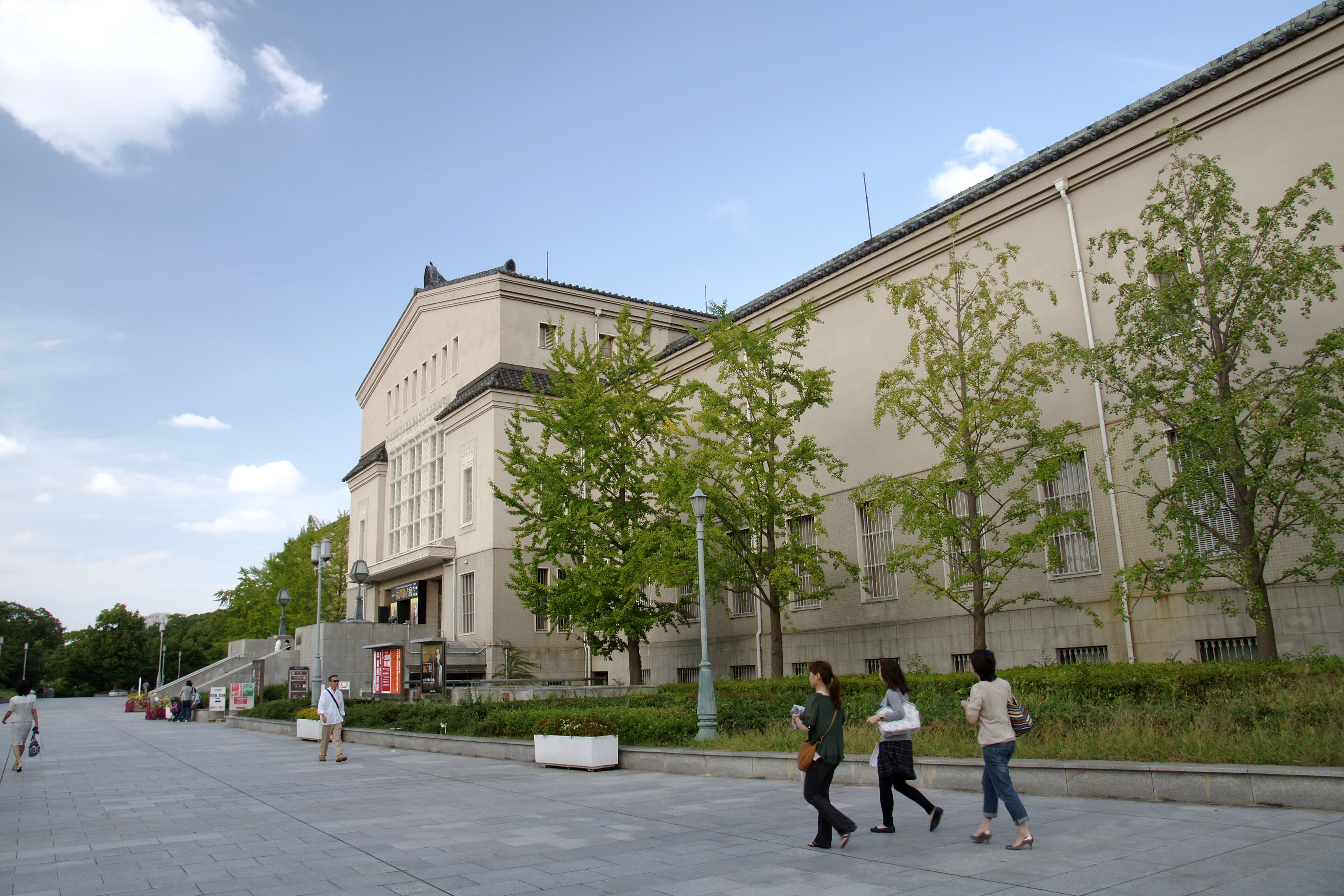
오사카 시립 미술관

오사카 시립 미술관(일본어: 大阪市立美術館 오사카시리쓰비쥬쓰칸[*])는 일본 오사카부 오사카시 덴노지구에 위치한 미술관이다. 덴노지 공원 내에 위치하고 있다.